# Hospital Regional de Ñuble
El Hospital Regional de Ñuble será un recinto de salud que se ubicará en la ciudad chilena de Chillán, en la esquina de Avenida O'Higgins con calle Rosauro Acuña, a un costado de Capilla del Hospital San Juan de Dios.
Es considerada una obra parte del Plan Ñuble del segundo gobierno de Sebastián Piñera, y la obra de mayor inversión que se haya hecho en la historia de la Región de Ñuble, con un total de 520 millones de dólares.

## Historia

### Fundación
En 1786, por la iniciativa de un residente de la ciudad, don José Gambino, fue creado un hospital de caridad en la actual intersección de calle Serrano con calle Antonio Varas de la comuna de Chillán Viejo, y su representación oficial ante las autoridades, fue bajo el nombre del procurador de la ciudad, don Juan Tiburcio Acuña. No sería hasta el día 22 de febrero de 1791 que sería inaugurado oficialmente con el nombre de Hospital San Juan de Dios, por orden del intendente de ese entonces, Ambrosio O'Higgins, quien mandaría a don Juan de Dios Bicur en su representación a la inauguración oficial del recinto y quien sería la causa del nombre del recinto hospitalario.
Durante el proceso de histórico de reconquista en Chile, el fray Rosauro Acuña, quien se desempeñaba como director del hospital y capellán del recinto religioso adyacente, fue exiliado al Archipiélago Juan Fernández, a causa de sus ideales patriotas.

### Traslado

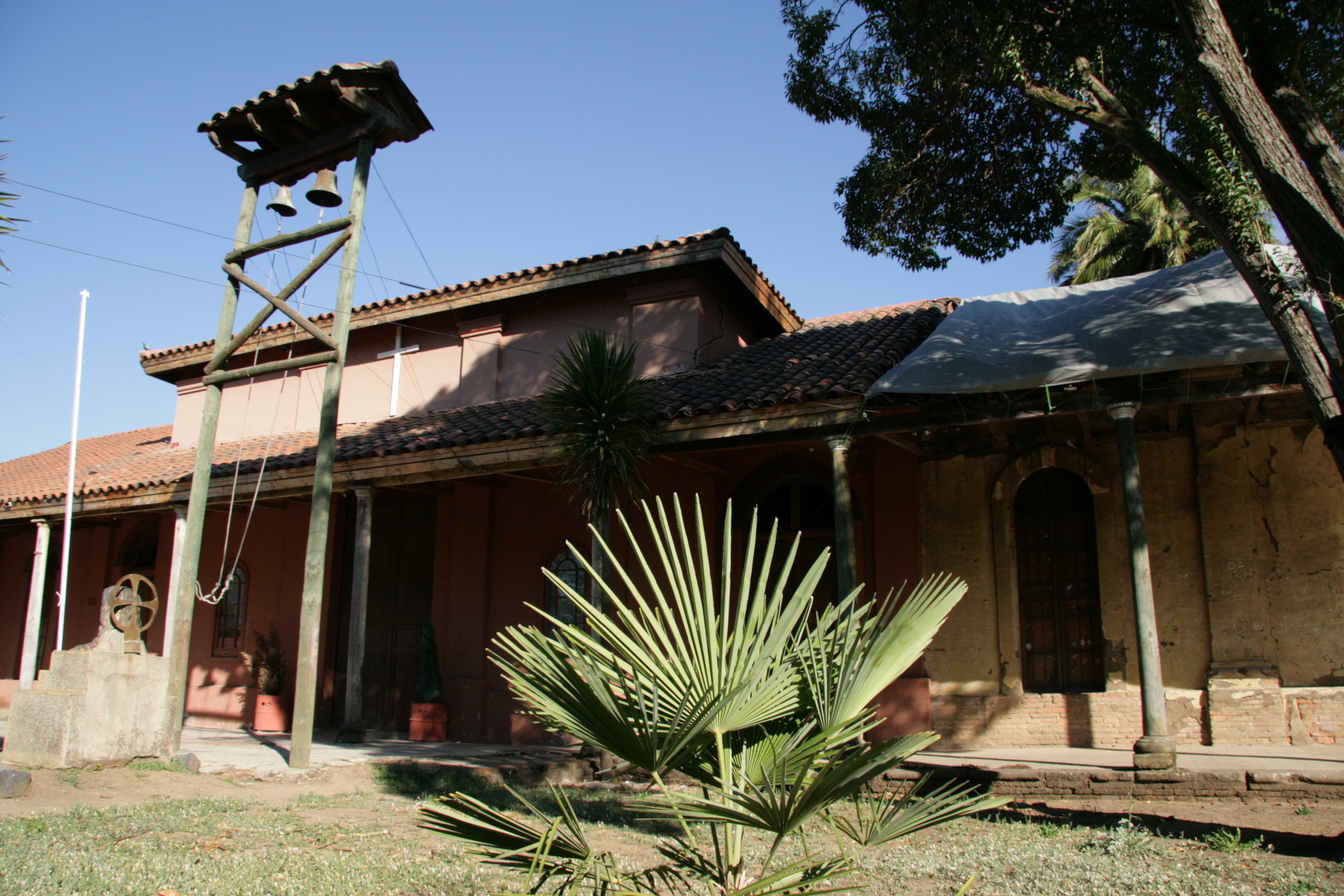
Capilla del Hospital San Juan de Dios

Tras el Terremoto de Concepción de 1835, el recinto resulta destruido y para su reconstrucción, fue derivado a la nueva fundación de Chillán, en el cuadrante conformado por calle Itata, Brasil, Gamero y Rosas. Posteriormente, en 1862, el hospital queda a cargo de la Compañía de los Hermanos de la Caridad. En 1874, el hospital es trasladado a la Avenida Libertador Bernardo O'Higgins, siendo reinaugurado en 1877.
Más tarde, tras el Terremoto de Chillán de 1939, la estructura del hospital San Juan de Dios colapsa, lo cual años más tarde, deriva en la creación del Hospital Clínico Herminda Martin, mientras que en el espacio del antiguo hospital, solo se conservaría la Capilla del Hospital San Juan de Dios.

### Nuevo hospital
La última reconstrucción del recinto hospitalario inició el 5 de octubre de 2017, bajo el nombre de Hospital Regional de Ñuble, conservando la capilla del antiguo hospital. Durante el desarrollo de la construcción, se descubren restos arqueológicos en excavaciones en el recinto, correspondientes a utensilios médicos.
Una vez iniciada la Pandemia de COVID-19 en Chile, el lugar se convierte en la única construcción en desarrollo en la región. Con motivo del Natalicio de Bernardo O'Higgins de 2021, el presidente Sebastián Piñera visitó la ciudad de Chillán, circunstancia que fue aprovechada para visitar las obras del hospital, cual llevaba 65% de la infraestructura completada y un 20% del proyecto en total.